# Mirjang
Mirjang je město v Jižní Koreji v provincii Jižní Kjongsang. Dějiny města začínají v období Samhan (před obdobím tří království Koreje), kdy se město nazývalo Mirimidongguk. Díky strategické poloze na řece Nakdong hrálo město od období Silla důležitou roli. V období pozdní dynastie Čoson sloužilo jako důležitá zastávka na Velké jongnamské cestě, která se táhla mezi Soulem a dnešním Pusanem, a ve dvacátém století se stalo zastávkou na železnici Kjongbu spojující tato dvě města. Dnes je jediným městem mezi Pusanem a Tegu na konvenční trati Soul – Pusan, ve kterém zastavují rychlovlaky KTX.
Mirjang je v Jižní Koreji známý jako místo původu textu populární lidové písně zvané arirang a pro svůj výhled z pavilonu Jongamnu, který byl inspirací pro množství básní z doby dynastie Čoson. Mezi další pamětihodnosti patří údolí Orumgol a chrám Pchjočchungsa. Slavné osobnosti města jsou např. neokonfuciánský učenec Kim Čong-džik žijící v 15. století a válečný mnich Jučong žijící v 16. století.

## Partnerská města
- Chan-tan, Čína (2004)
- Jasugi, Japonsko (1990)
- Nan-pching, Čína (2016)
- New Milford, New Jersey, Spojené státy americké (2004)
- Ómihačiman, Japonsko (1994)
- Setouči, Japonsko (2006)
- Ulán chot, Čína (1999)